# Kronenadler
Der Kronenadler (Stephanoaetus coronatus) ist einer der größten Adler Afrikas und der einzige rezente Vertreter der Gattung Stephanoaetus. Er bewohnt die tropischen Wälder und ernährt sich vor allem von mittelgroßen Säugetieren, im tropischen Regenwald vor allem von Affen. Der auffällig gefärbte und sehr kompakt gebaute Adler zählt zu den physisch stärksten Greifvögeln und erbeutet regelmäßig Tiere, die sein Eigengewicht erheblich übertreffen. Die Art gilt als ungefährdet.

## Merkmale
Kronenadler sind sehr kompakt gebaut. Die Flügel sind breit, recht kurz und gerundet, der Schwanz ist relativ lang. Die Füße sind bis zu den Zehen befiedert. Kronenadler werden 80–95 cm lang und haben eine Flügelspannweite von 1,51 bis 1,81 m. Das Weibchen ist deutlich größer und schwerer als das Männchen. Weibchen erreichen ein Gewicht von 3,2–4,7 kg, Männchen wiegen 2,7–4,1 kg. Ihren Namen verdanken sie einer Federkrone, die bei Erregung aufgestellt wird.
Das Gefieder ist auf der Oberseite dunkel grauschwarz, der Kopf ist dunkelbraun. Brust und Bauch sind auf cremefarbenem bis rostrotem Grund grob dunkel gefleckt; diese Fleckung geht zum Schwanz hin und auf den Beinen in eine kräftige schwarze Bänderung auf weißlichem Grund über. Der Schwanz ist breit dunkel und hellgrau gebändert und hat eine schmale, hellgraue Endbinde. Die Unterflügeldeckfedern sind ebenfalls creme- oder rostfarben, die Hand- und Armschwingen sind weißgrau mit einer (Handschwingen) bzw. zwei (Armschwingen) dunklen Bändern und einer breiten dunklen Endbinde. Die Zehen und die Iris sind gelb, der Schnabel ist dunkelgrau.
Jungvögel unterscheiden sich wesentlich von ausgefärbten Individuen: Sie sind auf der Oberseite blassgrau, alle Deckfedern sind hell gerandet. Der Kopf und die Körperunterseite sind weiß und ungefleckt, lediglich die Befiederung der Beine zeigt eine leichte Fleckung. Der ausgeprägte Dimorphismus zwischen adulten und jungen Kronenadlern dient vermutlich dem Schutz der Jungvögel. Die in Reviere eindringenden selbstständigen Jungvögel werden aufgrund dieser Färbung von adulten Revierinhabern nicht als ernsthafte Konkurrenz betrachtet und daher mit hoher Wahrscheinlichkeit nicht so hart attackiert wie adulte Artgenossen.

## Verbreitung und Lebensraum

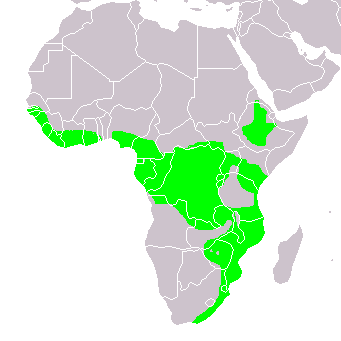
Das Verbreitungsgebiet des Kronenadlers

Das Verbreitungsgebiet des Kronenadlers umfasst im Wesentlichen Afrika südlich der Sahara und reicht von Guinea und dem Senegal im Westen bis zur Ostküste Südafrikas. Die Verbreitungslücke in Westafrika entspricht dem Fehlen von geeigneten Waldhabitaten in diesem Bereich. Geographisch isoliert ist das Vorkommen in Äthiopien. 
Der Kronenadler bewohnt den tropischen Regenwald und Monsunwälder. Savannen und Halbwüsten besiedelt er, wenn ausreichende Baumbestände in Form von Waldinseln oder Galeriewäldern vorhanden sind.

## Systematik
Für die Art werden keine Unterarten anerkannt. Die systematische Sonderstellung als eigene Gattung wurde auch durch Untersuchungen der mitochondrialen DNA bestätigt. Der Kronenadler bildet hier ein gut abgegrenztes Taxon innerhalb der Unterfamilie Aquilinae.

## Nahrung und Jagdweise

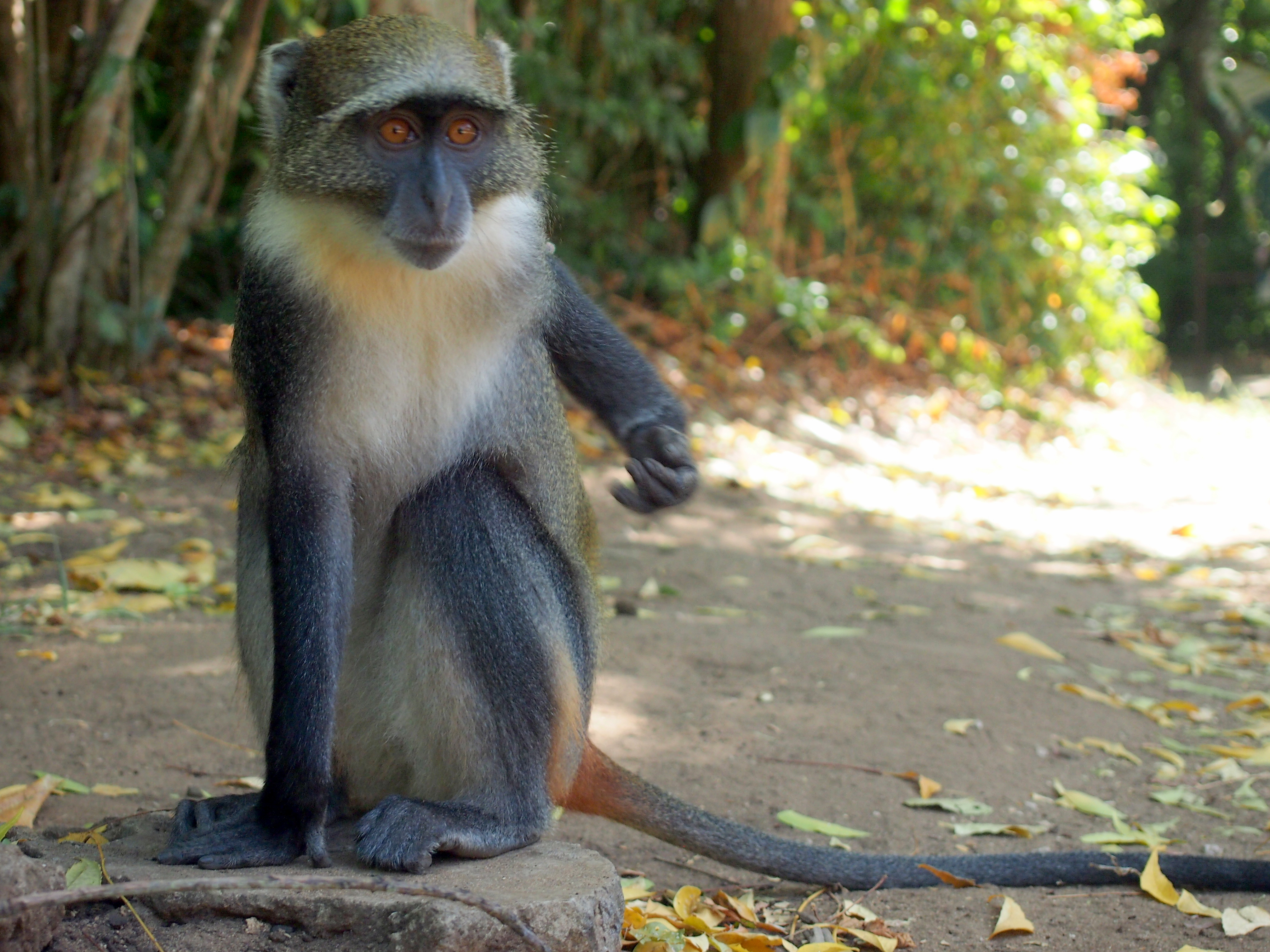
Weißkehlmeerkatzen werden vom Kronenadler erbeutet

Kronenadler jagen vor allem mittelgroße Säugetiere; Vögel und Reptilien spielen im Nahrungsspektrum nur eine untergeordnete Rolle. Abhängig vom Lebensraum ist die Nahrungszusammensetzung sehr unterschiedlich. Im Regenwald West- und Zentralafrikas besteht die Nahrung vor allem aus Affen, ihr Anteil an der Gesamtbeute lag im Nationalpark Taï in der Elfenbeinküste bei 49 %, bei mehreren Untersuchungen in Uganda bei über 80 %. Erbeutet werden vor allem in Gruppen lebende Arten wie Meerkatzen, Mangaben und Stummelaffen. Daneben wird im Regenwald ein breites Spektrum vor allem in Bäumen lebender Wirbeltiere erjagt, nachgewiesen sind unter anderem Mangusten, Pardelroller, Flughunde, Baumschliefer und Palmenhörnchen, Warane und Nashornvögel. Auf dem Boden werden hier vor allem Duckerantilopen erbeutet, nachgewiesen sind auch Hamsterratten und Schuppentiere.
In offeneren Landschaften spielen Bodentiere eine erheblich größere Rolle. In Kenia und in Südafrika dominieren kleine Antilopen und Klippschliefer im Nahrungsspektrum mit Anteilen von 60–80 %, der Anteil der Affen liegt hier unter 10 %.
Die Beutewahl weist den Kronenadler als einen der physisch stärksten Adler überhaupt aus. Die meisten Beutetiere des Kronenadlers wiegen zwischen 1 und 6 kg, aber Kronenadler erbeuten regelmäßig 8–12 kg schwere Affen und Duckerantilopen. Im Taï-Nationalpark betrug das Durchschnittsgewicht der Beutetiere 5,7 kg und war damit halb so hoch wie das durchschnittliche Beutegewicht von Leoparden, die etwa 10-mal schwerer als Kronenadler sind. Das größte bisher nachgewiesene Beutetier war ein Buschbock mit einem geschätzten Gewicht von ca. 30 kg.
Die Jagdmethoden wurden bisher kaum dokumentiert. Berichtet wird von Jagden von gedeckten Warten, von Suchflügen im Wipfelbereich wie auch von Angriffen aus dem hohen Kreisen. Die Jagd auf baumlebende Affen scheint jedoch am häufigsten aus einer Kombination von Suchflug und Ansitz zu bestehen. Der jagende Adler fliegt dabei auf der Suche nach Affengruppen gut gedeckt durch die Baumwipfel, setzt sich unbemerkt in die Bewegungsrichtung einer Gruppe und greift aus kurzer Distanz an. Alternativ wurde in Simbabwe beobachtet, wie ein Kronenadler eine Affengruppe in den Baumkronen von hinten in Bodennähe anflog, dann senkrecht nach oben stieß und so einen Affen von unten erbeutete. Zumindest gelegentlich jagen die Adler auch paarweise. Die Beute wird mit den außerordentlich kräftigen Füßen und Krallen getötet. Ist das Opfer zu groß, wird es vor dem Transport zerlegt und portionsweise in Baumkronen deponiert.

## Fortpflanzung

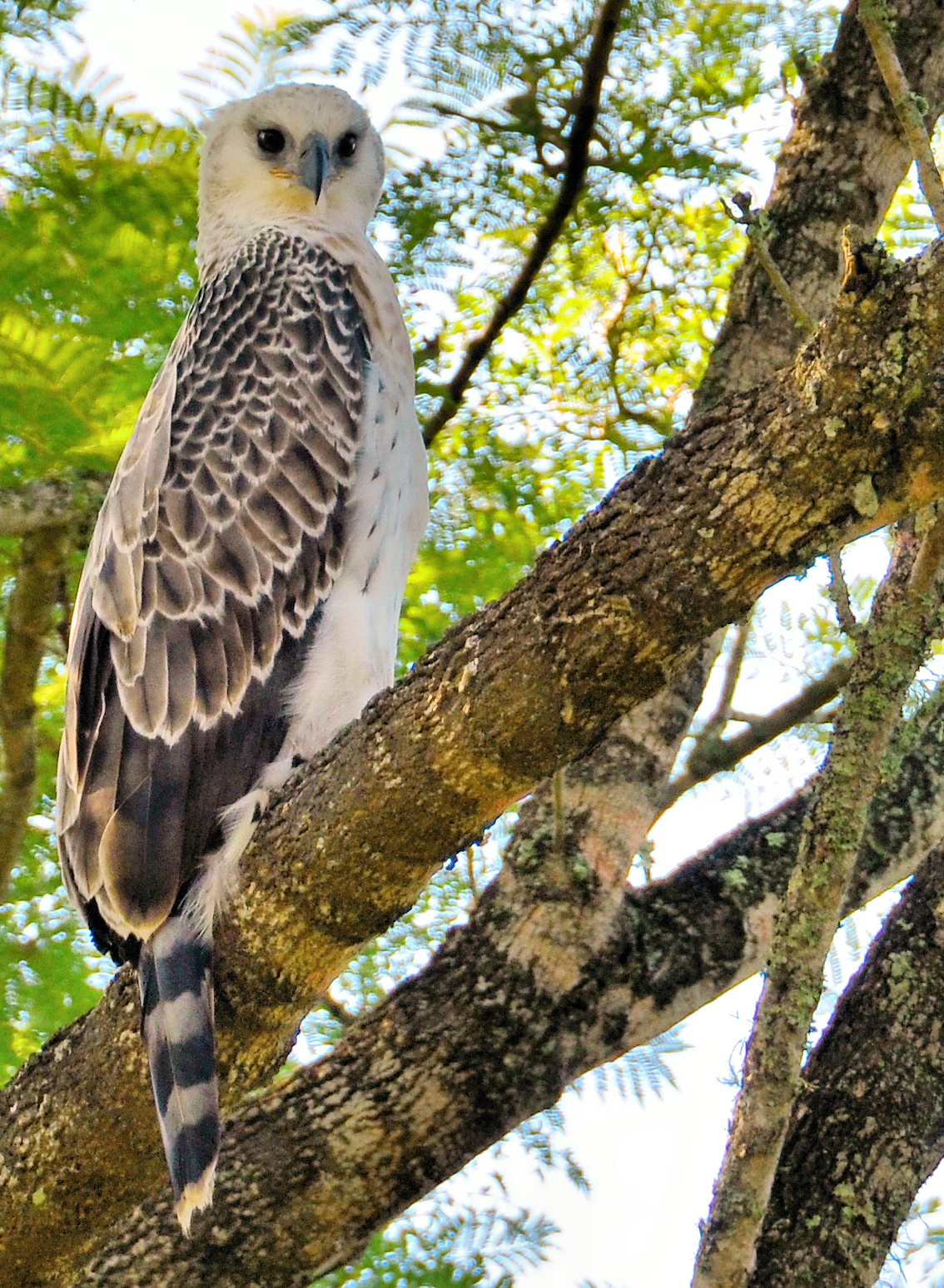
Jungtier

Das Revier wird durch häufiges Kreisen und mit Rufen ganzjährig abgegrenzt. Während der Balz zeigt vor allem das Männchen einen wellenförmigen Schauflug, der aus einer Serie steiler Sturzflüge mit anschließendem Aufsteilen besteht. Bei gemeinsamen Schauflügen stößt das Männchen spielerisch auf das Weibchen, das sich dann auf den Rücken wirft. Gelegentlich greifen sich die Adler mit den Fängen und schlagen Lufträder.
Beide Partner bauen entweder einen neuen Horst oder bessern den des letzten Jahres aus. Die Horste werden auf großen Bäumen – in Wäldern bevorzugt auf den über das Kronendach ragenden „Urwaldriesen“ – errichtet, bestehen aus Ästen und werden mit Gras, Blättern und Moos gepolstert. Neue Horste haben einen Durchmesser von etwa 1,5 m und sind ca. 0,5 m hoch, alte Horste können eine Breite von 2,5 m und eine Höhe von 3 m erreichen.
Das Gelege besteht aus 1–2 Eiern, die etwa 50 Tage vor allem vom Weibchen bebrütet werden, während das Männchen Futter besorgt. Wenn zwei Jungvögel schlüpfen, tötet der ältere sein jüngeres Geschwister, man bezeichnet diese Form der obligatorischen Geschwistertötung als Kainismus. Die Nestlingsdauer beträgt 90–125 Tage, Männchen fliegen etwa 10 Tage früher aus als die schwereren Weibchen. Der Jungvogel bleibt bis zu einem Jahr im Revier der Eltern, sodass diese oft nur jedes zweite Jahr brüten. Mit drei bis fünf Lebensjahren sind Kronenadler geschlechtsreif. Die Lebenserwartung liegt bei etwa 15 Jahren. Wanderungen sind nicht bekannt.

## Raumnutzung und Siedlungsdichte
Kronenadler verpaaren sich lebenslang und jagen auch oft zu zweit. In optimalen Gebieten im Regenwald West- und Zentralafrikas sind die Reviere 4–10 km² groß, also für einen Vogel dieser Größe erstaunlich klein. Im Taï-Nationalpark in der Elfenbeinküste wurden auf 65 km² 11 Reviere gefunden, zwei gleichzeitig besetzte Horste waren nur 1,1 km voneinander entfernt. In Landschaften mit geringer Waldbedeckung ist die Siedlungsdichte erheblich geringer. Im Embu-Distrikt in Kenia wurde 1949–1953 auf 378 km² nur 1 Revier gefunden, im Nationalpark Rhodes Matopos in Simbabwe auf 620 km² 5 Reviere, also etwa 1 Revier auf 125 km².

## Gefährdung
Der Kronenadler gilt aufgrund seines großen Verbreitungsgebietes von rund 6,5 Mio. km² und seiner relativen Häufigkeit in vielen Bereichen dieses Gebietes nicht als bedroht.

## Sonstiges
Eine Forschungsgruppe um Scott McGraw von der Ohio State University sammelte an der Elfenbeinküste insgesamt 669 Knochen von Beutetieren und untersuchte sie auf typische Greifspuren des Kronenadlers. Diese hinterlassen häufig tiefe Löcher in den Gebeinen und Schädeln der erbeuteten Tiere. Solche Marken fanden sich häufig an Affenschädeln. Vergleiche mit dem paläanthropologischen Fund des so genannten Kindes von Taung, eines 2,5 Mill. Jahre alten Schädels eines Australopithecus africanus aus dem südafrikanischen Taung, ergaben, dass dieser ähnliche Verletzungen aufwies wie die Affenschädel. Somit wird die schon früher geäußerte Vermutung, das ca. dreijährige Australopithecus-Kind sei von einem großen Greifvogel getötet worden, sehr wahrscheinlich.